# 더 페이퍼
《더 페이퍼》(영어: The Paper)는 피콕에서 2025년 9월부터 방영 예정인 미국의 모큐멘터리 시트콤이다. 미국 시트콤 《오피스》의 후속 작품이다.